# 연산서씨·김익겸 정려
연산서씨·김익겸 정려(連山徐氏·金益兼 旌閭)는 대전광역시 유성구 전민동에 있는 조선 시대의 정려이다. 2008년 8월 22일 대전광역시의 문화재자료 제52호로 지정되어 현재에 이르고 있다.

## 개요
연산서씨·김익겸 정려는 충효열 삼강을 윤리적 기준으로 삼았던 민본주의 이념의 비주권 군주제 성향의 국가 조선 시대의 사회 사상을 반영하는 것으로, 이 시기 역사 문화 철학의 이해에 의미 있는 자료이다.

## 참고 자료
- 연산서씨,김익겸정려 - 국가유산청 국가유산포털